# Dinastia macedone dell'Egitto
La dinastia macedone si inquadra nel periodo della storia dell'antico Egitto detto "periodo greco e romano" e copre un arco di tempo dal 332 a.C. al 310 a.C.
| Nome             | periodo di regno    |
| ---------------- | ------------------- |
| Alessandro Magno | 332 a.C. - 323 a.C. |
| Filippo III      | 323 a.C. - 317 a.C. |
| Alessandro IV    | 317 a.C. - 310 a.C. |